# Tepekent, Selçuklu
Tepekent là một thị trấn thuộc quận Selçuklu, tỉnh Konya, Thổ Nhĩ Kỳ. Dân số thời điểm năm 2011 là 4.632 người.